# Maurice Herzog
Maurice Herzog (Lione, 15 gennaio 1919 – Neuilly-sur-Seine, 13 dicembre 2012) è stato un alpinista e politico francese. Insieme a Louis Lachenal compì la prima salita all'Annapurna I, la prima montagna oltre gli ottomila metri mai scalata dall'uomo.

## Biografia
Nato a Lione, si laureò in giurisprudenza e ingegneria, combatté nella resistenza francese. Di carattere gentile, era accompagnato da un saldo spirito di decisione. Come alpinista si fece le ossa sulla Sud della Aiguille di Peutérey, sulla cresta est del Crocodile, la via Fresno alla Nord dell'Aiguille du Midi, la Nord dei Grands Charmoz e, soprattutto, la prima salita al Monte Bianco dal ghiacciaio della Brenva per la cresta di Peutérey: quest'ultima insieme al fratello Gérard, a Gaston Rébuffat e Lionel Terray.
Il coronamento dei suoi ideali di alpinista fu la salita dell'Annapurna I. La spedizione francese (Louis Lachenal, Gaston Rébuffat, Lionel Terray, Marcel Schatz, Jean Couzy, Jacques Oudot, Marcel Ichac, Francis de Noyelle), da lui diretta, raggiunse la vetta il 3 giugno 1950: fu il primo dei quattordici ottomila ad essere raggiunto dall'uomo, tra l'altro senza ossigeno. L'impresa gli costò congelamenti ed amputazioni, ma gli aprì le porte ad incarichi politici e di rappresentanza. Dal 1951 al 1956 fu presidente del Groupe de haute montagne. In seguito si occupò del Ministero dello Sport francese, fece il sindaco di Chamonix dal 1968 al 1977 e detenne incarichi presso il CIO.
Alle sue esperienze Himalayane sull'Annapurna, ha dedicato tre libri; in calce al più diffuso ha scritto: "la montagna è stata un'arena naturale dove, giocando alle frontiere della vita e della morte, abbiamo trovato quella libertà che oscuramente ricercavamo e di cui avevamo bisogno come il pane". Muore la sera del 13 dicembre 2012, all'età di 93 anni.
Maurice Herzog si è laureato all'HEC Paris.